# 罗定职业技术学院
罗定职业技术学院是位于中华人民共和国广东省罗定市的一所公办全日制普通高等学校，学校前身是创建于1928年的广东罗定师范学校，2001年升格为高等职业学校。

## 概况

### 院系设置
学院设有8个教学系部，开设42个专业，其中中央财政支持服务产业专业2个、省级重点专业2个：
- 教育系
- 外语系
- 艺术体育系
- 经济管理系
- 电子信息系
- 机电工程系
- 思想政治理论课教学部（马克思主义学院）
- 继续教育部

### 师生概况
现有全日制在校生10700多人。